# Rossin

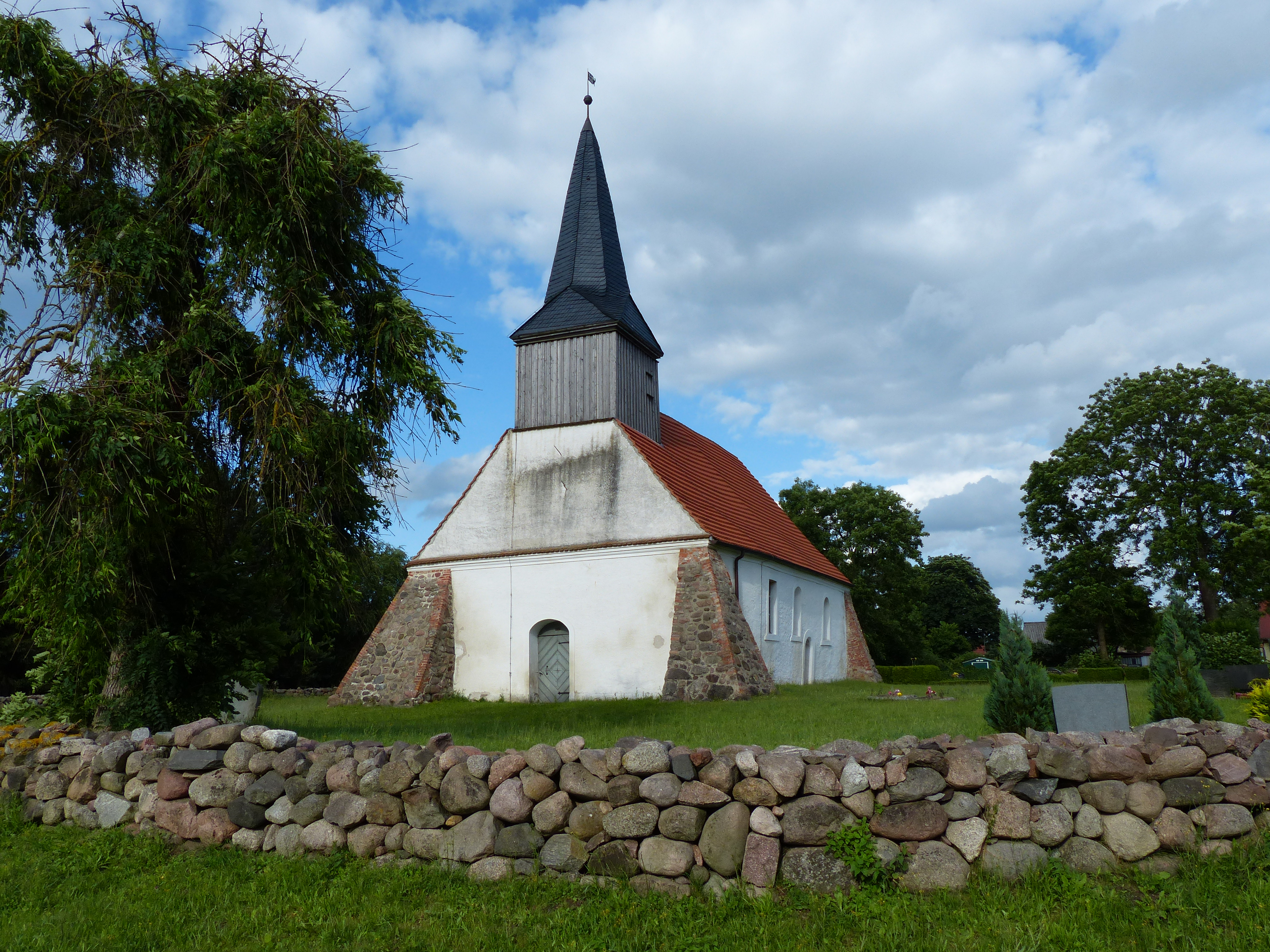
Rossin Kirche Südwest Feldsteinmauer

Rossin ist eine Gemeinde südlich von Anklam. Sie wird vom Amt Anklam-Land mit Sitz in der Gemeinde Spantekow verwaltet. Bis zum 1. Januar 2005 gehörte die Gemeinde zum Amt Ducherow.

## Geografie und Verkehr
Rossin liegt westlich der Bundesstraße 109 und östlich der Bundesstraße 197. Die Stadt Anklam liegt etwa 18 Kilometer nördlich.
Von 1897 bis 1945 verlief hier auch die Mecklenburg-Pommersche Schmalspurbahn (MPSB) mit dem Streckenzweig der Kleinbahn Anklam-Gellendin-Uhlenhorst und hatte bei Charlottenhof einen Haltepunkt.

## Ortsteile
Zur Gemeinde gehören die Ortsteile:
- Charlottenhof
- Rossin

## Geschichte
Charlottenhof  entstand  als Vorwerk um 1739, wurde Urkundlich erst 1779 genannt. 

Vom Vorwerk als Pertinenz zu Rossin ist nur noch ein Wirtschaftsgebäude vorhanden, vom Gutshaus sind nur noch die Fundamente sichtbar. Gutsanlage und Park wurden nach 1945 aufgesiedelt.
Rossin wurde 1235 erstmals  als Roszin urkundlich erwähnt als Herzog Barnim I. das Dorf dem Kloster Stolpe übereignete. Der slawische Name bedeutet so viel wie braunes Dorf. Der pommersche Herzog Barnim I. übereignete in der genannten Urkunde dem Kloster Stolpe zum Ersatz für das abgetretene Dorf Mocle in der Uckermark das Dorf Rossin und die Kirche in Zarow mit der Mühle.

Die Feldsteinkirche stammt aus dem 15. Jahrhundert. 

Gutsbesitzer waren die Familien von Köppern (ab 1719) und August Friedrich Theodor Kolbe (ab 1834). Er ließ 1880 das klassizistische Gutshaus errichten; nach 1945 Wohnstätte, von 1952 bis 1970 LPG-Sitz, von 1970 bis 1987 Internat und um 1991 bis um 2010 für Ausstellungs- und Konzertnutzung. 1945 wurden das Gut aufgesiedelt.

## Politik

### Gemeindevertretung und Bürgermeister
Der Gemeinderat besteht (inkl. Bürgermeister) aus 5 Mitgliedern. Die Wahl zum Gemeinderat am 26. Mai 2019 hatte folgende Ergebnisse:
| Partei/Bewerber           | Prozent | Sitze |
| ------------------------- | ------- | ----- |
| Wählergemeinschaft Rossin | 100,00  | 6     |

Bürgermeister der Gemeinde ist Wolfgang Wilke-Hagemeister, er wurde mit 71,25 % der Stimmen gewählt.

### Wappen, Flagge, Dienstsiegel
Die Gemeinde verfügt über kein amtlich genehmigtes Hoheitszeichen, weder Wappen noch Flagge. Als Dienstsiegel wird das kleine Landessiegel mit dem Wappenbild des Landesteils Vorpommern geführt. Es zeigt einen aufgerichteten Greifen mit aufgeworfenem Schweif und der Umschrift „GEMEINDE ROSSIN * LANDKREIS VORPOMMERN-GREIFSWALD“.

## Sehenswürdigkeiten
- Feldsteinkirche in Rossin, aus dem 15. Jahrhundert, mit Glocke aus dem Jahr 1504.
- Gemeindehaus mit Bauernstube
- Klassizistisches, unsaniertes, zweigeschossiges Gutshaus Rossin von um 1880
- Turmhügel Goldberg Rossin